# Vaskjala
Vaskjala är en ort i Estland. Den ligger i Rae kommun och landskapet Harjumaa, i den nordvästra delen av landet, 14 km sydost om huvudstaden Tallinn. Vaskjala ligger 45 meter över havet och antalet invånare är 325.
Terrängen runt Vaskjala är mycket platt. Runt Vaskjala är det ganska glesbefolkat, med 38 invånare per kvadratkilometer. Närmaste större samhälle är Tallinn, 13,7 km nordväst om Vaskjala. Omgivningarna runt Vaskjala är en mosaik av jordbruksmark och naturlig växtlighet.